# Округ Делавер (Оклахома)
Округ Делавер (енгл. Delaware County) је округ у америчкој савезној држави Оклахома.

## Демографија
По попису из 2010. године број становника је 41.487, што је 4.41 (11,9%) становника више него 2000. године.
| Група             | 2000.          | 2010.          |
| Белци             | 25.745 (69,4%) | 27.328 (65,9%) |
| Афроамериканци    | 50 (0,1%)      | 92 (0,2%)      |
| Азијати           | 64 (0,2%)      | 519 (1,3%)     |
| Хиспаноамериканци | 649 (1,8%)     | 1.248 (3,0%)   |
| Укупно            | 37.077         | 41.487         |